# John G. Thompson
John G. Thompson (n. 13 octombrie 1932, Ottawa⁠(d), Kansas, SUA) este un matematician american câștigător al Premiului Abel în 2008.